# 上奈紗空
上奈 紗空（うえな さく、1991年9月22日 -）は、元ジュニアアイドル、元グラビアアイドル。千葉県出身。アクアス・エンターテインメントに所属していた。元カバーソング・ドールズメンバー。2009年9月で芸能活動を引退。
趣味は、ヲタ活（アイドルのイベントに行く）、乙女ゲーム。特技は、水泳、空手、バドミントン、書道。好きな食べ物は納豆（1日3～5パック）、ケーキ

## 出演

### TV・CS
- 『新・美少女図鑑』（スカパー371ch）

### 雑誌
- 『moeccoハイスクール』（マイウェイ出版）
- 『CIRCAS MAX』（KKベストセラーズ）U-17アイドルBEST30

### 携帯サイト・WEB
- WEB
- ミートザガール
- アイドルCheck!
- ギリギリ娘コレクション（au公式サイト）
- ヘコヘコ給食

## リリース作品

### DVD
- 1stDVD『100%美少女』（日本メディアサプライ）2007年8月19日
- 2ndDVD『VOLTAGE X』（マーレーインターナショナル）2007年11月[1]
- 3rdDVD『moecco・・ソコからみて』（タスクビジュアル）2007年2月[1]
- 4thDVD『Noah』（スパークビジョン）2008年6月
- 5thDVD『どきどきスクール』（トライアングルフォース）2008年7月
- 6thDVD『スクぺた。JK』 (BorderLine) 2008年10月

### デジタル写真集
- 『15歳妹・解体新書』2007年1月

### CD
- 『CoverSongDolls』カバーソングドールズ